# Nagymegyeri járás
A Nagymegyeri járás (szlovákul okres Čalovo) Szlovákia Pozsonyi kerületének közigazgatási egysége volt 1949 és 1960 között. Területe 433 km², lakosainak száma 25 980 fő (1948), székhelye pedig Nagymegyer volt. A járás területe az egykori Győr, Komárom és Pozsony vármegyéhez tartozott.

## Története
A csupán alig egy évtizedig létezett Nagymegyeri járás községei 1918-ban kerültek csehszlovák uralom alá. Ezt közvetlenül megelőzően Magyarországhoz tartoztak, ahol a Csilizközbe eső hét község Győr vármegye Győr székhelyű Tószigetcsilizközi járásába, a többi Komárom vármegye Nemesócsa székhelyű Csallóközi és Pozsony vármegye Dunaszerdahelyi járásába volt beosztva. Csehszlovákiában 1922-ig nagyjából megmaradt a korábbi felosztás, de a Csallóközi járás nevét székhelye után Nemesócsaira változtatták, a Csilizközt pedig e járáshoz, tehát Komárom megyéhez csatolták.
1923. január 1-jén Csehszlovákia közigazgatási átszervezésével megszűnt a Magyar Királyságtól örökölt vármegyerendszer és Szlovákia területén hat nagymegye alakult, melyek közül a későbbi Nagymegyeri járás területe a Pozsonyi kerülethez került. Az 1918 előtt Pozsony és Győr vármegyékhez tartozott rész a Dunaszerdahelyi járás, míg az egykori Komárom vármegyei rész a Nemesócsai járás helyét átvevő Komáromi járás része lett. A két járás közötti határ ezután 1949-ig, a Nagymegyeri járás megalakulásáig változatlan volt, az 1938–45 közötti átmeneti magyar uralom alatt is.
1928-ban a nagymegyék megszűntek, Csehszlovákiát négy tartományra osztották, és a két járás a szlovák tartomány irányítása alá került.
1938-ban az első bécsi döntés nyomán a majdani Nagymegyeri járás teljes területe Magyarország része lett, ahol a Dunaszerdahelyi és a Komáromi járás változatlan határokkal az ismét önállóvá vált Komárom vármegyéhez tartozott.
A második világháború után, 1945-ben visszaállt az 1938 előtti országhatár és járási felosztás.
A kommunista hatalomátvétel után Csehszlovákia közigazgatási felosztását 1949-ben jelentősen átalakították. Ekkor hozták létre a Nagymegyeri járást, melyhez átcsatolták a Komáromi járás Nagykeszitől és Ekeltől nyugatra fekvő községeit Szilas és Túriszakállas kivételével, valamint a Dunaszerdahelyi járástól a Csilizközt és a járás keleti végén fekvő további hét községet. Szlovákia területe ekkor ismét hat, most kerületnek nevezett nagyobb közigazgatási egységre tagolódott, melyek közül a Nagymegyeri járás a Pozsonyihoz tartozott.
Csehszlovákia közigazgatási felosztásának újabb átszervezésekor, 1960. július 1-jén a Nagymegyeri járás megszűnt, területét ismét a Dunaszerdahelyi és a Komáromi járás között osztották fel, melyeket most a Nyugat-Szlovákiai kerületbe osztottak be. Az új járáshatár azonban a korábbinál keletebbre húzódott, így Apácaszakállas, Ekecs, Izsap és Nagymegyer, melyek 1949-ig a Komáromi járáshoz tartoztak, most átkerültek a Dunaszerdahelyibe.
1990-ben a kerületek megszűntek, de a Dunaszerdahelyi és a Komáromi járás területe se ekkor, se Szlovákia 1996-os közigazgatási átszervezésekor nem változott, amikor az előbbit a Nagyszombati kerülethez, az utóbbit pedig ismét a Nyitraihoz osztották be.